# ذا ليجند أوف كورا (لعبة فيديو)
أسطورة كورا هي لعبة فيديو بيتم أب من منظور الشخص الثالث طورها بلاتينيوم جيمز ونشرتها أكتيفجن، مقتبسة من المسلسل التلفازي أسطورة كورا. أُصدرت في أكتوبر 2014 لمنصات ويندوز و‌بلاي ستيشن 4 و‌بلاي ستيشن 3 و‌إكس بوكس 360 و‌إكس بوكس ون وقد تلقت مراجعات مختلفة.
اللعبة هي الأولى من لعبتين مقتبسة من المسلسل. اللعبة الأخرى هي أسطورة كورا: بداية عهد جديد، وهي لعبة استراتيجية تناوب الأدوار لمنصة نينتندو 3دي إس.

## وصلات خارجية
- أسطورة كورا على موقع IMDb (الإنجليزية)